# Biographie de Yingying
La Biographie de Yingying (鶯鶯傳, Yingying zhuan) est un récit en langue classique (chuanqi) de Yuan Zhen du ixe siècle narrant la rencontre dans un monastère entre la fille d’un haut dignitaire et un jeune lettré et l'amour qui s'ensuit.

## Résumé
En route pour aller prendre part aux concours, l’étudiant Zhang (張生) s’arrête dans un monastère, où il s’éprend d’une jeune fille, Cui Yingying (崔鶯鶯 [崔莺莺]), qui y séjourne momentanément – elle raccompagne, en compagnie de sa mère, le cercueil de son défunt père, ancien ministre, sur la terre ancestrale. Le jeune homme a le plus grand mal à entrer en contact avec Yinying, qui est d’abord très prude, et y parvient grâce à l’entremise de la servante, Hongniang (紅娘), qui porte les messages. Yingying se donne finalement à Zhang. Puis celui-ci quitte l’endroit, pour aller passer les concours, et laisse derrière lui une Yingying qui comprend que ce n’est pas là la seule raison de son départ : elle a senti que, peu à peu, ses sentiments pour elle s’étaient refroidis. Depuis la capitale, où il prolonge son séjour, ayant échoué une première fois aux épreuves, Zhangsheng récrit à Yingying, pour tenter de renouer. Mais Yingying l’éconduit par une lettre d’adieu poignante, où, avec beaucoup de force d’âme et une grande délicatesse dans l’expression, elle lui fait comprendre qu’elle doit se sacrifier, et sacrifier son amour pour lui – un amour illicite – pour ne pas nuire aux intérêts de la grande carrière qui l’attend certainement. Ils ne doivent donc plus jamais se revoir. Par la suite, Zhang se mariera de son côté, Yingying du sien. Il cherchera à la revoir une dernière fois, en lui faisant transmettre un poème. Elle l’éconduira définitivement, par une ultime réponse, donnée elle aussi dans un poème.

## Analyse

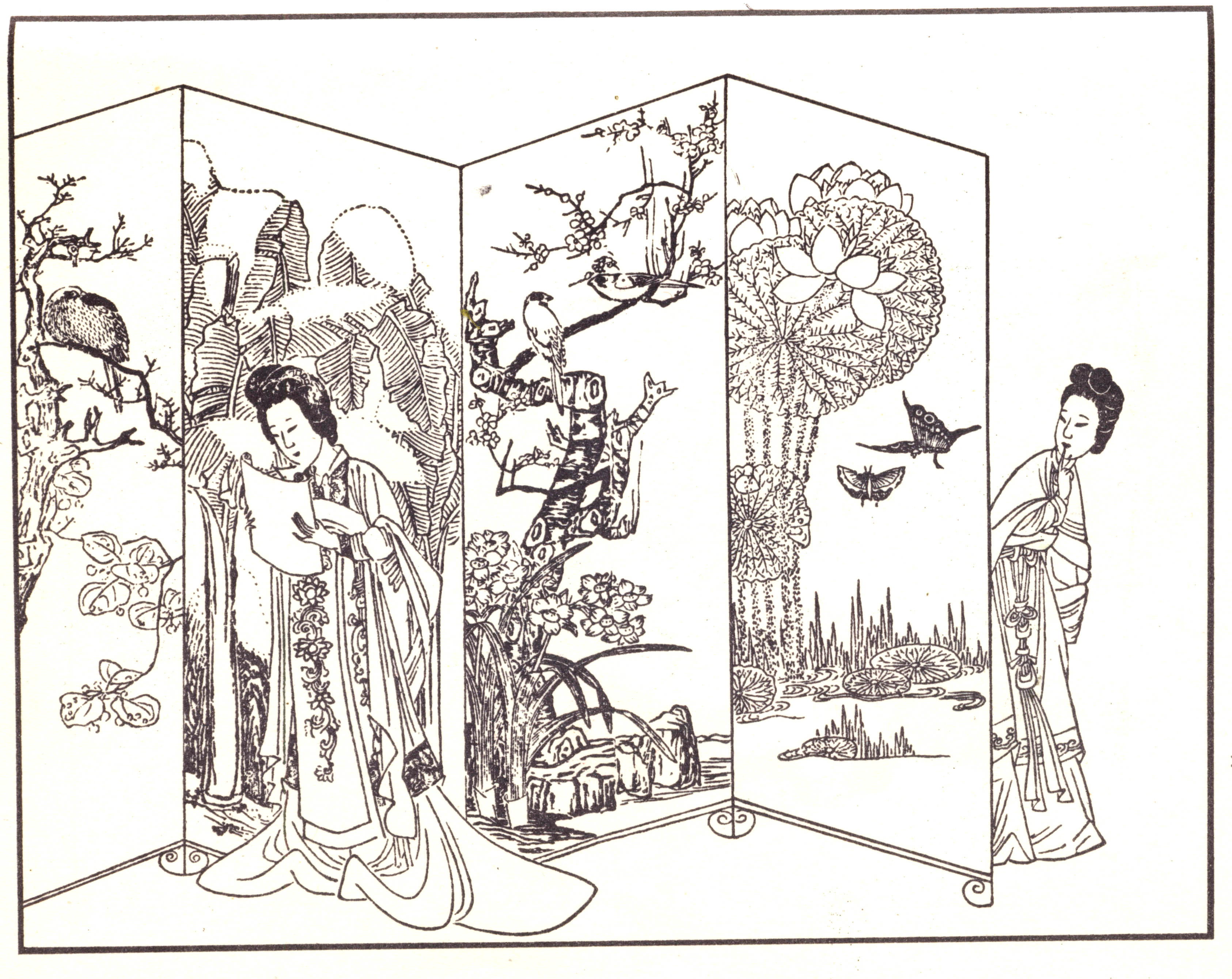
L'Histoire du pavillon d'Occident, pièce de Wang Shifu, illustrée par Chen Hongshou dans une édition de 1639.

La Biographie de Yingying est le chapitre 488 du Recueil de l'ère de la paix (Taiping guangji).
Ce qui fait la singularité de l'histoire est qu'elle repose sur la psychologie des personnages : le caractère très « féminin » de Yingying, et celui très « masculin » de Zhang, tous deux expliquant le développement du récit. La Biographie de Yingying témoigne en outre de la liberté de mœurs qui régnait encore à l'époque Tang, les relations amoureuses avant le mariage ne semblant pas anormales pour une jeune femme.
La première adaptation connue est due à Zhao Lingzhi (1051-1107), sous la forme d'une ballade (guzici) sans doute destinée à la cour impériale. L'histoire a par la suite été adaptée sous forme de ballade (zhugongdiao) par Dong Jieyuan (actif vers 1200), puis sous la forme d'une pièce de théâtre (zaju) par Wang Shifu avec L'Histoire du pavillon d'Occident (vers 1300). Tous deux apportent des changements au récit qui lui donnent un tour plus conforme à la morale néoconfucéenne. Le récit de Yuan Zhen a fait par ailleurs l'objet de dizaines d'adaptations.
Zhao Lingzhi est le premier à faire une interprétation autobiographique du récit, identifiant le lettré Zhang à l'auteur, Yuan Zhen. Arthur Waley a supposé que l'œuvre était peut-être due à un proche de l'auteur cherchant à le dénigrer.

## Traductions
- « Folie de jeunesse. Biographie de Yingying (Yingying zhuan de Yuan Zhen) », dans Histoires d'amour et de mort de la Chine ancienne. Chefs-d'œuvre de la nouvelle (Dynastie des Tang. 618-907), trad. André Lévy, Aubier, 1992, rééd. GF-Flammarion, 1997.
- Yuan Zhen, La vie de Yingying, dans Anthologie de la littérature chinoise classique, trad. Jacques Pimpaneau, Philippe Picquier, 2004.